# Planaeschna
Planaeschna is een geslacht van libellen (Odonata) uit de familie van de glazenmakers (Aeshnidae).

## Soorten
Planaeschna omvat 23 soorten:
- Planaeschna bachmanensis Karube, 2004
- Planaeschna celia Wilson & Reels, 2001
- Planaeschna chiengmaiensis Asahina, 1981
- Planaeschna cucphuongensis Karube, 1999
- Planaeschna gressitti Karube, 2002
- Planaeschna haui Wilson & Xu, 2008
- Planaeschna intersedens (Martin, 1909)
- Planaeschna ishigakiana Asahina, 1951
- Planaeschna laoshanensis Zhang, Yeh & Tong, 2010
- Planaeschna liui Xu, Chen & Qiu, 2009
- Planaeschna maolanensis Zhou & Bao, 2002
- Planaeschna milnei (Selys, 1883)
- Planaeschna naica Ishida, 1994
- Planaeschna nankunshanensis Zhang, Yeh & Tong, 2010
- Planaeschna nanlingensis Wilson & Xu, 2008
- Planaeschna risi Asahina, 1964
- Planaeschna shanxiensis Zhou & Bao, 2002
- Planaeschna skiaperipola Wilson & Xu, 2008
- Planaeschna suichangensis Zhou & Wei, 1980
- Planaeschna taiwana Asahina, 1951
- Planaeschna tamdaoensis Asahina, 1996
- Planaeschna tomokunii Asahina, 1996
- Planaeschna viridis Karube, 2004